# اوبورن‌دیل (فلوریدا)
اوبورن‌دیل (به انگلیسی: Auburndale) شهری در شهرستان پولک ایالت فلوریدا است که در سال ۱۹۱۱ بنیان‌گذاری شده‌است. این شهر طبق سرشماری سال ۲۰۱۰ میلادی، ۱۳٬۵۰۷ نفر جمعیت داشته و مساحت آن نیز ۲۴٫۱ کیلومتر مربع است.